# Samuli Niskanen
Samuli Niskanen, född 26 mars 1967 i Uleåborg, är en finsk bandyspelare, som blev världsmästare 2004, då det finländska landslaget lite sensationellt vann VM-guld. Niskanen har spelat många säsonger i Sverige – bland annat i Vetlanda BK och Västerås SK, där han två gånger blev svensk mästare. Han avslutade spelarkarriären i Oulun Luistinseura från Uleåborg i Finland, där han säsongen 2004/05 med att göra 5 mål i den finska premiäromgången. Sedan han hade slutat som spelare 2010, fortsatte han som tränare i OLS.